# Sido Tani
Sido Tani is een bestuurslaag in het regentschap Simalungun van de provincie Noord-Sumatra, Indonesië. Sido Tani telt 4195 inwoners (volkstelling 2010).